# Dívčí válka (album, Jan Burian)
Dívčí válka je dvojalbum písničkáře Jana Buriana, které vyšlo v roce 2006. Na obou discích jsou nahrány stejné skladby, autorem veškeré hudby a textů je sám Burian. Na prvním disku je interpretuje 19 různých zpěvaček, druhý disk tvoří nahrávky stejných písní ze sólových koncertů Jana Buriana. V bookletu jsou uvedeny texty všech písní, u každého je jiná květina a k ní jedna věta převzatá z knihy Květomluva Josefa Klempera.

## Seznam skladeb

### Disk 1
1. O změně (Alenka) (zpívá Dagmar Andrtová-Voňková)
2. Mezi polévkou a hlavním jídlem (Lenka) (zpívá Dorota Barová)
3. Bohyně kuchyně (Květa) (zpívá Fen-Jün Song)
4. Dva milenci (Alice) (zpívá Ester Kočičková)
5. S počtářem (Irena) (zpívají Sestry Steinovy)
6. Kráska a zvířata (Magdaléna) (zpívá Martina Trchová)
7. Kde jsi zrcadlo? (Madla) (zpívá Pavla Forest)
8. O dovolené (Štěpánka) (zpívá Eva Holubová)
9. Markéta (zpívá Lucie Vopálenská)
10. Intelektuválka (Jarmila) (zpívá Iva Kováčová)
11. Není tak bohatá (Kamila) (zpívá Ivana Chýlková)
12. Bezejmenná (zpívá Zuzana Michnová)
13. Normální holka (Ema) (zpívá Anežka Růžičková)
14. Apokalypsa (Helena) (zpívá Zuzana Homolová)
15. Uprostřed noci (Eva) (zpívá Jana Koubková)
16. Banální příběh (Anežka) (zpívá Hana Hegerová)
17. Anna a její věšáci (Anna) (zpívá Lenka Dusilová)
18. V černobílém vesmíru (Šárka) (zpívá Petra Oswaldová)
19. Potřetí? (Táňa) (zpívá Lela Geislerová)

### Disk 2
1. O změně
2. Mezi polévkou a hlavním jídlem
3. Bohyně kuchyně
4. Dva milenci
5. S počtářem
6. Kráska a zvířata
7. Kde jsi zrcadlo?
8. O dovolené
9. Markéta
10. Intelektuválka
11. Není tak bohatá
12. Bezejmenná
13. Normální holka
14. Apokalypsa
15. Uprostřed noci
16. Banální příběh
17. Anna a její věšáci
18. V černobílém vesmíru
19. Potřetí?